# Onkel (film)
Onkel er en dansk spillefilm fra 2019 instrueret af René Frelle Petersen. Filmen havde danmarkspremiere i Tønder den 8. november 2019 og er produceret for 3,5 millioner kroner med støtte fra Det Danske Filminstitut. Frelle Petersen grundlagde i 2013 produktionsselskabet 88miles i 2013 sammen med producer Marco Lorenzen. Selskabet har produceret både "Hundeliv" og "Onkel".
Onkel har udelukkende lokale sønderjyske amatørskuespillere i de bærende roller. Instruktøren Frelle Petersen har castet de medvirkende indenfor en radius af 15 km for at opnå den korrekte dialekt af sønderjysk. Filmen har været nødt til at blive tekstet for resten af Danmark. Han har i sin research til filmen i 3 måneder boet og hjulpet til med arbejdet på gården "Stenbæk", mellem Tønder og Løgumkloster hvor filmen foregår og er en virkelighedsnær skildring af landbrugslivet. De to hovedroller spilles af virkelighedens onkel og niece  Jette Søndergaard og Peter Hansen Tygesen. "Onkel" er en film om familiebånd, skyldfølelse og hvornår skal man tage sig af sig selv.

## Handling
I filmens første 8 minutter vises uden dialog det daglige liv på gården. Kris (Jette Søndergaard) på 27 har boet hos sin onkel på Stenbjerg, siden hun som barn mistede forældrene. Da Onkel (Peter Hansen Tygesen) blev ramt af en blodprop, blev hun landmand, ikke dyrlæge, for at passe på ham og på gården. Hun er yderst beskyttende over for sin halvinvalide onkel. De har et nært forhold og stor forståelse for hinanden, selvom de tilbringer det meste af deres finurlige hverdag i tavshed. Da Kris redder en kalv under en fødsel, bliver hendes interesse for dyrlægefaget igen vakt, og hun udvikler et nært venskab med den snakkesalige dyrlæge Johannes (Ole Caspersen) og opdager langsomt, at der er et liv uden for gården. Her møder hun den unge Mike (Tue Frisk Petersen), som ser lige igennem hendes reserverede personlighed, og da sød musik opstår mellem dem, presser et skelsættende spørgsmål sig på.

## Medvirkende
- Jette Søndergaard som Kris
- Peter H. Tygesen som Onkel
- Ole Caspersen som Johannes
- Tue Frisk Petersen som Mike

## Priser
- 2019: Vinder af Tokyo Sakura Grand Prix på den internationale filmfestival Tokyo International Film Festival.
- 2020: Bodilprisen for Bedste manuskript: René Frelle Petersen.